# Mein Sohn, der Soldat
Mein Sohn, der Soldat (Originaltitel Tirailleurs) ist ein Kriegsfilm von Mathieu Vadepied, der im Mai 2022 bei den Filmfestspielen in Cannes seine Premiere feierte und Anfang Januar 2023 in die französischen und Anfang November 2023 in die deutschen Kinos kam.

## Handlung
Im Jahr 1917 tobt der Erste Weltkrieg, und dieser hat auch Einfluss auf den weit entfernten Senegal. Nachdem die französische Armee sein Dorf überfällt, um junge Männer für den Großen Krieg zu verpflichten und zu verschleppen, um für ein ihnen fremdes Land in sinnlosen Schlachten zu kämpfen, meldet sich der Hirte Bakary Diallo freiwillig als Soldat, um bei seinem 17-jährigen Sohn Thierno sein zu können und ihn zu beschützen.
Immer wieder versucht Bakary mit seinem Sohn von der Front zu fliehen, doch Patrouillen richten jeden Deserteur hin, den sie entdecken. Als der weiße französische Lieutenant Chambreau Gefallen an Thierno findet und ihn zu einem Teil seines inneren Kreises macht, beginnt Thierno, sich seinem Vater zu widersetzen, da er seinerseits Gefallen an der neugewonnenen Autorität findet, die mit seiner neuen Position einhergeht.

## Produktion

### Regie und Drehbuch
Regie führte Mathieu Vadepied, der gemeinsam mit Olivier Demangel auch das Drehbuch schrieb. Es handelt sich bei dem Film nach La vie en grand um Vadepieds zweite Regiearbeit bei einem Spielfilm. Demangel war zuletzt für die Filme Atlantique von Mati Diop, Vers la bataille von Aurélien Vernhes-Lermusiaux und Republique: The Interactive von Simon Bouisson als Drehbuchautor tätig. Im Abspann würdigt der Film die vergessenen Soldaten der afrikanischen Kolonien und zeigt mehrere Lebensläufe algerischer Männer, die sich Ende der 1950er Jahre der französischen Armee im Kampf gegen die algerischen Nationalisten anschlossen und unter die Verantwortung von Leutnant Pascal gestellt wurden.

### Besetzung und Dreharbeiten

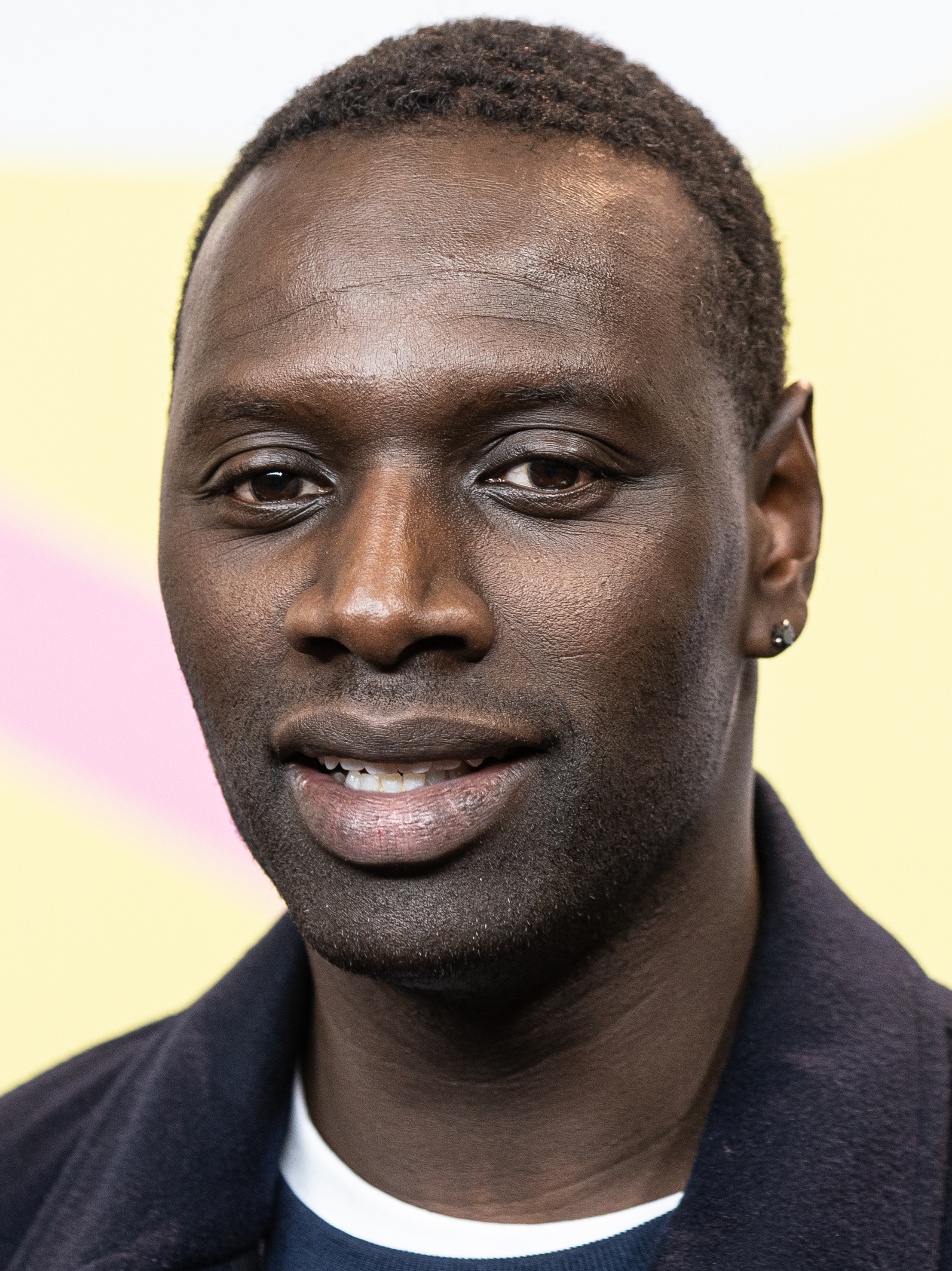
Omar Sy spielt Bakary

Omar Sy spielt Bakary Diallo. Wie die von ihm gespielte Figur stammt auch seine Familie aus einem Fulbe-Dorf. Sy war bereits in Ziemlich beste Freunde in einer der beiden Hauptrollen zu sehen, bei dem Vadepied als Kameramann tätig war, und ist neben Bruno Nahon auch einer der Produzenten von Tirailleurs. Alassane Diong spielt im Film seinen 17-jährigen Sohn Thierno. In weiteren Rollen sind der Belgier Jonas Bloquet als Lieutenant Chambreau, Bamar Kane als Salif und Oumar Sey als Abdoulaye zu sehen.
Die Dreharbeiten wurden Ende August 2021 begonnen. Teilweise entstanden die Aufnahmen in einem Fulani-Dorf im Senegal, vor allem aber in den Ardennen. Als Kameramann fungierte Luis Armando Arteaga, zu dessen letzten Arbeiten My Private Desert von Aly Muritiba und Das Beben von Jayro Bustamante gehören.

### Filmmusik und Veröffentlichung
Die Filmmusik komponierte der zweifache Oscar-Gewinner Alexandre Desplat. Anfang Januar 2023 wurde von Milan Records das 13 Musikstücke umfassende Soundtrack-Album als Download veröffentlicht.
Die Premiere erfolgte am 18. Mai 2022 bei den Filmfestspielen in Cannes, wo er in der Reihe Un Certain Regard gezeigt wurde. Der Kinostart in Frankreich erfolgte am 4. Januar 2023. Am 2. November 2023 wurde der Film vom Weltkino Filmverleih auch in Deutschland veröffentlicht.

## Rezeption

### Kritiken
Birgit Roschy von epd Film schreibt, die Tragödie dieser Vater-Sohn-Beziehung, eingebettet in die Schilderung eines Krieges in einem fremden Land, erzählt aus der Perspektive von Kolonialisierten sei neues und hoch spannendes Material, dessen dramatisches Potenzial werde durch eine inkohärente Inszenierung jedoch nur ansatzweise ausgereizt. Bereits der abrupte Schauplatzwechsel zwischen der senegalesischen Heimat und der Ankunft an der Front in einer anderen Welt, bei dem Reise und militärische Ausbildung völlig außen vor bleiben, sei eine verpasste Chance. Auch in den zerfahrenen Anekdoten zwischen Soldatenleben und Schützengraben gelinge es nur selten, ein Gefühl für Zeit, Ort und das Ausmaß des Schreckens des Stellungskrieges zu vermitteln. Das größte Verdienst des Films sei es, dass er Neugier wachruft und diese bis dato unbeachtete Fußnote des Ersten Weltkriegs ins Licht rückt.

### Einsatz im Unterricht
Das Onlineportal kinofenster.de empfiehlt Mein Sohn, der Soldat ab der 11. Klasse für die Unterrichtsfächer Geschichte, Politik, Sozialwissenschaften, Ethik, Französisch und Deutsch und bietet Materialien zum Film für den Unterricht. Dort heißt es, im Fach Geschichte sollte zunächst die Historie der „Tirailleurs sénégalais“, der westafrikanischen Soldaten in der französischen Armee, recherchiert werden. Im Sprachunterricht biete sich eine Figurenanalyse von Bakary und Thierno an.

### Auszeichnungen
Internationale Filmfestspiele von Cannes 2022
- Nominierung in der Reihe Un Certain Regard[13]